# 후다이 다이묘
후다이 다이묘(일본어: 譜代大名)는 일본 에도 시대 다이묘를 분류하는 말 중 하나이다.
후다이(譜代)라는 말은 한자에서도 보이듯, 대대로 주군을 모시며 그 가문의 정치에도 관여해 온 측근 가신을 가리키는 말이다. 도쿠가와 이에야스가 간토 지방으로 이봉되었을 때 대대로 자신의 가문을 모신 휘하 무장들에게 영지를 주며 번병으로 삼았던 데에서 유래하였다.
후다이 다이묘에 속하는 다이묘들로는 도쿠가와 가문 출신 다이묘이지만 신판 다이묘도 아니고 도자마 다이묘도 아닌 경우, 세키가하라 전투 이전부터 도쿠가와 가문에 봉사한 가신 출신인 경우, 막부의 요직을 맡을 자격이 있는 경우가 있으나, 이 기준이 절대적인 것은 아니다.

## 후다이 다이묘 목록
마츠다이라씨 이외의 순서는 『유영비감(柳営秘鑑)』에 따랐다. 다만 준후다이 다이묘 (에도 시대에 구별은 없었기 때문에, 후다이 취급)는 상기 해당 학목을 참조.

### 안죠 후다이(7가문)
- 사카이씨(酒井氏)
- 오오쿠보씨(大久保氏)
- 혼다씨(本多氏)
- 아베씨(阿部氏)
- 이시카와씨(石川氏)
- 아오야마씨(青山氏)
- 우에무라씨(植村氏)

또는
- 사카이씨(酒井氏)
- 오오쿠보씨(大久保氏)
- 혼다씨(本多氏)
- 사카키바라씨(榊原氏)
- 히라이와씨(平岩氏)
- 우에무라씨(植村氏)

※6개 가문 밖에 게제되지 않았다. 위에 언급한 아베씨, 이시카와씨, 아오야마씨가 포함되어있지 않다.

### 오카자키 후다이 (16가문)
- 이이씨(井伊氏)
- 사카키바라씨(榊原氏)
- 토리이씨(鳥居氏)
- 토다씨(戸田氏)
- 나가이씨(永井氏)
- 미즈노씨(水野氏)
- 나이토씨(内藤氏)
- 안도씨(安藤氏)
- 쿠제씨(久世氏)
- 미카와 이노우에씨(三河井上氏)
- 아베씨(安倍氏)
- 아키모토씨(秋元氏)
- 와타나베씨(渡辺氏) (하카타번)
- 이타미씨(伊丹氏)
- 야시로씨(屋代氏)

※ 『유영비감(柳営秘鑑)』에는 15개 가문밖에 기재되어있는데, 안죠 후다이 7대 가문의 별례인 히라이와씨를 포함하여 16개 가문의 의미?

### 스루가 후다이
- 이타쿠라씨(板倉氏)
- 오오타씨(太田氏) (오오타 스케무네류)
- 니시오씨(西尾氏)
- 츠치야씨(土屋氏)
- 모리카와씨(森川氏) (오유미번)
- 이나바씨(稲葉氏) (이나바 마사나리 계통. 노토노카미가는 토자마)
- 토도씨(藤堂氏)
- 미카와 타카기씨(高木氏) (탄난번)
- 홋타씨(堀田氏) (출신이 미카와슈였기 때문에, 후다이의 이유 불명)
- 미카와 마키노씨(三河牧野氏) (우지쿠보 마키노씨(牛久保牧野氏))
- 오쿠다이라씨(奥平氏)
- 오카베씨(岡部氏)
- 오가사와라씨(小笠原氏)
- 쿠츠키씨(朽木氏)
- 스와씨(諏訪氏)
- 호시나씨(保科氏)
- 토키씨(土岐氏)
- 이나가키씨(稲垣氏)
- 잇시키 니와씨(一色丹羽氏)
- 미우라씨(三浦氏)
- 토오야마씨(遠山氏) (나에기번)
- 카가씨(加賀氏)
- 우치다씨(内田氏)
- 코보리씨(小堀氏)
- 미카와 사이고씨(三河西郷氏)
- 오쿠다씨(奥田氏)
- 모리씨(毛利氏) (나이젠가. 단절)
- 야마구치씨(山口氏) (우시쿠번)
- 야규씨(柳生氏)
- 하치스카씨(蜂須賀氏) (아와 후쿠다번 가문. 폐번)
- 마시야마씨(増山氏)

### 기타
- 교호 원년 12월부터 후다이 - 미즈노야씨(水谷氏) (준후다이의 아키타씨(秋田氏), 아리마씨(有馬氏) (아리마 하루노부계), 소마씨(相馬氏)와 동시에)
- 도쿠가와 츠나요시 시대 이후의 후다이 - 혼죠씨(本庄氏)
- 교호 이후의 후다이 - 카노씨(加納氏), 아리마씨 (아카마츠씨 분가)
- 간세이 이후의 후다이 - 와키자카씨(脇坂氏) (준후다이에서 발탁)
- 『유영비감(柳営秘鑑)』에는 기재되지 않은 후다이 - 타누마씨(田沼氏), 마나베씨(間部氏), 미카와 마츠이씨(三河松井氏), 야나기사와씨(柳沢氏)

### 마츠다이라 일문
- 오규 마츠다이라가(大給松平家)
- 카타노하라 마츠다이라가(形原松平家)
- 사쿠라이 마츠다이라가(桜井松平家)
- 타키와키 마츠다이라가(滝脇松平家)
- 타케노야 마츠다이라가(竹谷松平家)
- 나가사와 마츠다이라가(長沢松平家) (오오코우치 마츠다이라가)
- 노미 마츠다이라가(能見松平家)
- 히사마츠 마츠다이라가(久松松平家) (이요 마츠야마번. 이세 쿠와나번 이외)
- 후코우즈 마츠다이라가(深溝松平家)
- 후지이 마츠다이라가

## 같이 보기
- 신판 다이묘
- 도자마 다이묘